# 牛膝菊
牛膝菊（学名：Galinsoga parviflora），又名辣子草、向阳花、珍珠草、铜锤草、小米菊，是菊科牛膝菊属的植物。其种加词“parviflora”意为“小花的”。原產于南美洲，哥倫比亞人會用它來烹製阿西亚科。 1796年被人從秘魯帶到邱園，一度被稱為邱草（Kew Weed），後來擴散到世界各地，高度可達75釐米，開白色小花。